# Cuenta bancaria
Una cuenta bancaria es un contrato financiero con una entidad bancaria en virtud del cual, se registran el balance y los subsiguientes movimientos de dinero del cliente.

## Tipos
Existen varios tipos de cuentas bancarias que se ajustan a las necesidades específicas de cada cliente. Entre las más comunes se encuentran:
- Cuentas Corrientes: Son las cuentas bancarias más básicas y utilizadas. Permiten efectuar las operaciones bancarias del día a día, como ingresos y pagos en efectivo o por cheque, domiciliaciones de recibos, transferencias, y pago de impuestos.
- Cuentas de Ahorro:[1] Diseñadas para encomendar la custodia de fondos de un cliente, estas cuentas suelen ofrecer intereses sobre el saldo guardado.
- Cuentas Nómina: Estas cuentas están destinadas a recibir el salario del cliente. A cambio de domiciliar la nómina, los bancos suelen ofrecer ventajas como remuneraciones, regalos, mejores condiciones en productos financieros, entre otros.[2]
- Cuentas Sin Nómina:[3] Son cuentas que no requieren de un ingreso regular por parte del cliente. Suelen tener menos ventajas que las cuentas nómina, pero son útiles para aquellas personas que no pueden domiciliar una nómina.
- Cuentas Remuneradas: Son cuentas que ofrecen una remuneración (intereses) sobre el saldo que se mantenga en ellas. El porcentaje de remuneración varía según la entidad bancaria. La remuneración es necesario declarar ante hacienda.[4]

## Productos y servicios asociados
Los servicios que vayan asociados a una cuenta bancaria dependerán en gran medida de la entidad y de la finalidad de la cuenta. Pueden ser, por ejemplo:
- Ingresos y pagos en efectivo o por cheque
- Domiciliaciones de recibos y otros adeudos.
- Transferencias
- Pago de impuestos

De igual forma, dependiendo de la entidad y tipo de cuenta, pueden encontrarse asociados otros productos financieros, como por ejemplo:
- Tarjetas de crédito o débito
- Seguros de vida u otros
- Planes de pensiones, etc.
- Depósitos a plazo

## Seguridad y Protección
Es fundamental considerar la seguridad y protección que ofrece la entidad bancaria al abrir una cuenta. Las entidades bancarias deben contar con sistemas de seguridad robustos para proteger las cuentas de sus clientes contra fraudes y robos. Además, los bancos deben garantizar la privacidad de los datos personales y financieros de sus clientes.
Las entidades bancarias suelen ofrecer diversos mecanismos de seguridad, como la autenticación de dos factores, alertas de transacciones sospechosas, bloqueo de tarjetas, entre otros. Además, en muchos países, los depósitos en cuentas bancarias están protegidos hasta cierta cantidad por un fondo de garantía de depósitos en caso de insolvencia del banco.